# ラウンドダンス
ラウンドダンス (英: Round Dance) とは、
1. カップルダンス（男性と女性が組んで踊る）
2. 創作ダンス（曲に振り付けが決まっている）

である事を特徴としたダンスである。
ダンサーはカップルでフロアに輪（サークル）をつくり振り付けに従い全員で同じ踊りをする。
ラウンドダンスは、アメリカでスクエアダンスの合間に踊られる事で発展してきた。

## 種目（リズム）とフェーズ
ラウンドダンスは創作ダンスであるのでどんなリズムでも振り付ける事が可能で多くのリズムを取り入れている。
(1).古くからあるリズム
- ツーステップ (Two Step）
- ワルツ（Waltz）

(2).社交ダンス (Ballroom Dance) のフィギア (Figure) を使ったリズム
- ワルツ (Waltz)
- タンゴ (Tango)
- スローフォックストロット (Slow Foxtrot)
- クイックステップ (Quickstep)
- ルンバ (Rumba)
- チャチャチャ (Cha Cha Cha)
- サンバ (Samba)
- パソドブレ (Paso Doble)
- ジャイブ (Jive)

(3).オルタネーティブラテン (Alternative Latin) のフィギアを使ったリズム
- ウエストコーストスイング (Westcoast Swing)
- アルゼンチンタンゴ (Argentin Tango)
- マンボ (Mambo)
- スローツーステップ (Slow Two Step)
- ボレロ (Bolero)
- サルサ (Salsa)
- メレンゲ (Merengue)

### フェーズ (Phase)
ラウンドダンスはその難易度を表すためフェーズという考え方を採用している。フィギアを難易度によりフェーズI（易しい）- VI（難しい）の6段階に分類し、その振り付けがどのフェーズのフィギアを使っているかにより曲をフェーズI - VIに分類している。

## ダンスクラブ と パーティ
ラウンドダンスを踊っているクラブは2種類ある。ラウンドダンス専門のクラブとスクエアダンスのクラブである。それぞれ週1回程度の例会を行っている。
スクエアダンスのクラブでは主にフェーズIIのツーステップとワルツが踊られている。またラウンドダンスにそれほど時間をかけられないという事情から1度踊られるようになった曲を長期間にわたって踊り続けることが多い。
スクエアダンスのクラブではアニバーサリーパーティと称して年1回オープンのパーティを開催することが多いが、そこでは数曲のラウンドダンスが踊られる。
ラウンドダンス専門のクラブは、フェーズIVまでの中級のクラブまたフェーズVIまで踊っている上級のクラブとさまざまである。日本のラウンドダンス界には年間60曲を超えて新曲が紹介されており1年毎に曲が入れ替わっている。
ラウンドダンスの専門のクラブではオープンな創立記念パーティは5年に1回開催するところが多い。しかしクリスマスには内輪のクリスマスパーティを開くことが多い。

## ラウンドダンスの発展
以前は、スクエアダンスの合間に踊られていたので、フェーズIIのツーステップとワルツが主だった。
第1の転機
1971年 Palmquistにより ANSWER ME が発表された。これは、社交ダンスのフィギアを使って振り付けられた最初の曲であり、その後社交ダンスのフィギアを使ったダンスが次々と発表されていった。 種目も増え、フィギアも難しくなり、このためスクエアダンサーが片手間に踊る事は困難となり、ラウンドダンス専門のクラブができ、スクエアダンス界とは分かれて発展していく事となった。
第2の転機
1980年代には Mooreにより You're No Good が発表された。これをきっかけにオルタネーテブラテン種目のダンスが次々と発表されていった。フェーズレーテングシステムが提唱されたのもこのころである。

## その他

### ワルツ
ワルツは北米で踊り始められ、その後イギリスで発展した。フェーズIIのワルツは北米で踊られていたワルツと考えられる。フェーズIV以上ではイギリスで発展したあとのフィギアを取り入れており違う踊りと考えられる。

### ルンバ
ルンバはキューバで生まれた。現在主流のルンバは On2 のキューバンルンバ (Cuban Rumba) でありイギリスで発展した。しかしアメリカでは On1 のスクエアルンバ (Square Rumba) が踊られていた。このためラウンドダンスのルンバは On1 で振り付けられている。 (サイドステップ (Side Step) アンダーアームターン (Under Arm Turn) などはスクエアルンバのフィギア) キューバンルンバのフィギアをラウンドダンスに取り入れるにあたって On1 のリズムのままで取り入れたということはラウンドダンスらしいといえる。